# 色素性痒疹
色素性痒疹（英語：prurigo pigmentosa，PP）是一种罕见的炎症性皮肤病，病因不明，主要病症是在颈部、胸部和背部出现瘙痒性红斑丘疹，愈合后会留下网状色素沉着:57。由长岛正治于1978年首次描述。研究显示，这种疾病与严格的生酮饮食有关，可能是由于酮症导致的肠道细菌失调所致。